# Vítor Krieger
Vítor Krieger, född 30 april 1960, är en brasiliansk bågskytt. Han deltog vid olympiska sommarspelen 1992.